# Danièle Thompson
Danièle Thompson (Monaco, 3 januari 1942) is een Frans scenarioschrijver en filmregisseur.

## Leven en werk

### Afkomst en opleiding
Danièle Thompson werd in het filmmilieu geboren als dochter van filmregisseur Gérard Oury en van actrice Jacqueline Roman. Ze zag het levenslicht in Monaco waarheen haar ouders waren gevlucht om te ontsnappen aan de jodenvervolging in het door de nazi's bezette Frankrijk. 
In 1960 vestigde ze zich met haar moeder in New York. Ze studeerde er kunstgeschiedenis en leerde er haar eerste man, de financier Richard Thompson, kennen. In 1966 keerde ze terug naar Frankrijk.

### Succesrijke scenarioschrijfster van komedies
Datzelfde jaar debuteerde ze in de filmwereld als scenarioschrijfster voor haar vader. Samen met hem werkte ze het scenario uit van de tijdens de Tweede Wereldoorlog gesitueerde komische avonturenfilm La Grande Vadrouille, een van de grootste Franse kaskrakers aller tijden. Ruim twintig jaar en negen films lang zette ze de samenwerking met haar vader voort. Dat leidde tot ongemeen grote commerciële voltreffers voor vedettes zoals
Louis de Funès in
- La folie des grandeurs (historische komedie uit 1971, de derde belangrijkste Franse film van dat jaar in Frankrijk)
- Les Aventures de Rabbi Jacob (komedie uit 1973, de meest bekeken film van dat jaar in Frankrijk),

Jean-Paul Belmondo in 
- Le Cerveau (komische kraakfilm uit 1969, de belangrijkste Franse kaskraker van dat jaar in Frankrijk)
- L'As des as (avonturenkomedie uit 1982, eveneens de belangrijkste Franse kaskraker van dat jaar in Frankrijk)

en, in bescheidener mate, Pierre Richard in
- La Carapate (komedie, 1978)
- Le Coup du parapluie (komedie, 1980)

In 1977 werd Thompson voor de tragische zedenkomedie Cousin, cousine (1975) samen met cineast Jean-Charles Tacchella genomineerd voor de Oscar voor beste originele scenario.
Thompson en cineast Claude Pinoteau bezorgden Sophie Marceau haar twee belangrijkste successen, dankzij hun scenario voor de romantische (zeden)komedies La Boum (1980), de meest bekeken film van dat jaar in Frankrijk, en La Boum 2 (1982). 
Veel later rijfde ze ook vier nominaties binnen voor de César voor beste scenario waarvan twee samen met regisseur Patrice Chéreau: voor het historisch drama La reine Margot (1994) en voor het drama Ceux qui m'aiment prendront le train (1998), films die tot een heel ander register behoorden dan de komedies waarin ze uitmuntte. 

### Filmregisseur
Naar het einde van de twintigste eeuw toe schreef Thompson nog maar zelden scenario's voor andermans films. Ze wilde zelf haar onderwerpen verfilmen. In 1999 debuteerde ze, vrij laat, als cineast met de bitterzoete tragikomedie La Bûche, een bescheiden succes waarvoor ze twee keer  met een César werd genomineerd. Ze schreef het scenario samen met haar zoon Christopher die dat ook deed voor haar volgende films. Ook de romantische komedie Décalage horaire (2002), de tragikomische mozaïekfilm Fauteuils d'orchestre (2006, haar vierde César-nominatie) en de tragikomedie Le Code a changé (2009) konden het publiek bekoren. Haar twee laatste films, de komedie Des gens qui s'embrassent (2013) en het biografisch drama Cézanne et moi (2016) sloegen veel minder aan.
In 2010 tekende zij, samen met onder meer Isabelle Adjani, Paul Auster, Isabelle Huppert, Milan Kundera, Salman Rushdie, Mathilde Seigner en Jeremy Irons een petitie voor de vrijlating van Roman Polański.

### Privéleven
Thompson is de (enige) dochter van filmregisseur Gérard Oury en van actrice Jacqueline Roman. Ze is ook de stiefdochter van actrice Michèle Morgan met wie haar vader tientallen jaren samenleefde. In 1960 huwde ze met Richard Thompson, een Amerikaanse financier. Twee kinderen kwamen uit dat huwelijk voort: een dochter, Caroline (1964) en een zoon, de acteur en scenarioschrijver Christopher (1966).

## Filmografie

### Scenarioschrijfster
- 1966 - La Grande Vadrouille (Gérard Oury)
- 1969 - Le Cerveau (Gérard Oury)
- 1971 - La folie des grandeurs (Gérard Oury)
- 1973 - Les Aventures de Rabbi Jacob (Gérard Oury)
- 1975 - Cousin, cousine (Jean-Charles Tacchella)
- 1978 - Va voir maman, papa travaille (François Leterrier)
- 1978 - La Carapate (Gérard Oury)
- 1980 - Le Coup du parapluie (Gérard Oury)
- 1980 - La Boum (Claude Pinoteau)
- 1982 - L'As des as (Gérard Oury)
- 1982 - La Boum 2 (Claude Pinoteau)
- 1984 - La Vengeance du serpent à plumes (Gérard Oury)
- 1987 - Lévy et Goliath (Gérard Oury)
- 1987 - Maladie d'amour (Jacques Deray)
- 1988 - L'Étudiante (Claude Pinoteau)
- 1989 - Vanille fraise (Gérard Oury)
- 1991 - La Neige et le Feu (Claude Pinoteau)
- 1993 - Les Marmottes (Élie Chouraqui)
- 1994 - La reine Margot (Patrice Chéreau)
- 1998 - Paparazzi (Alain Berbérian)
- 1998 - Ceux qui m'aiment prendront le train (Patrice Chéreau)
- 1999 - Belle Maman (Gabriel Aghion)
- 1999 - La Bûche (Danièle Thompson)
- 2001 - Belphégor, le fantôme du Louvre (Jean-Paul Salomé)
- 2002 - Décalage horaire (Danièle Thompson)
- 2004 - Le Cou de la girafe (Safy Nebbou)
- 2006 - Fauteuils d'orchestre (Danièle Thompson)
- 2009 - Le Code a changé (Danièle Thompson)
- 2013 - 10 jours à Cannes (Christopher Thompson)
- 2016 - Cézanne et moi (Danièle Thompson)

### Filmregisseur
- 1999 - La Bûche
- 2002 - Décalage horaire
- 2006 - Fauteuils d'orchestre
- 2009 - Le Code a changé
- 2013 - Des gens qui s'embrassent
- 2016 - Cézanne et moi

## Prijzen en nominaties

### Prijzen
- 2000 - La Bûche: Prix Lumières voor beste scenario
- 2011 - Prix René-Clair

### Nominaties
- 1976 - Cousin, cousine: Oscar voor beste originele scenario
- 1995 - La reine Margot: César voor beste scenario
- 1999 - Ceux qui m'aiment prendront le train: César voor beste scenario
- 2000 - La Bûche: César voor beste scenario en voor beste debuutfilm
- 2007 - Fauteuils d'orchestre: César voor beste scenario

## Publicaties
- Danièle Thompson: La femme de l'amant, Grasset, 1994 (roman)
- Danièle Thompson:  Gérard Oury, Mon père, l'As des As, 2019

- Bibsys: 10076811
- Biblioteca Nacional de España: XX1173752
- Bibliothèque nationale de France: cb13900420v (data)
- Catàleg d'autoritats de noms i títols de Catalunya: 981058603221706706
- CiNii: DA0914478X
- Gemeinsame Normdatei: 137502265
- International Standard Name Identifier: 0000 0001 2277 403X
- Library of Congress Control Number: n90655718
- Nationale Bibliotheek van Letland: 000058769
- MusicBrainz: 7392dc94-d1fe-46a4-b729-2732a2af80b7
- Bibliotheek van het Japanse parlement: 00458651
- Nationale Bibliotheek van Tsjechië: pna2010579404
- Nationale bibliotheek van Australië: 35275575
- Nationale Bibliotheek van Israël: 987007452084205171
- Nederlandse Thesaurus van Auteursnamen: 07302094X
- Réseau des bibliothèques de Suisse occidentale: 02-A003898170
- SNAC: w6834ncn
- Système universitaire de documentation: 02716201X
- Virtual International Authority File: 22328945
- WorldCat: E39PBJgMG7VKRHyjWjHPd8G8md